# Sidi N’Diaye
Sidi N’Diaye (auch: Sidy N’Diaye; * 7. Juli 1987 in Dakar, Senegal) ist ein senegalesischer Fußballspieler.

## Karriere

### Im Verein
N’Diaye startete seine Karriere mit dem Union Culturelle et Sportive des Travailleurs Port Autonome, wo er 2002 und 2003 Vizemeister der Regional de la ligue de Dakar wurde. Zudem gewann er mit dem Verein Port Autonome, 2003 Coupe de la ligue de Dakar. Nach seinem Wechsel vom USCT Port Autonome zum AS Douanes, im Frühjahr 2006 gewann er mit dem Verein 2007 und 2009 die senegalesische Meisterschaft. Im Juli 2010 verließ er Douanes und wechselte zum marokkanischen Erstligisten Wydad Athletic Club de Fès. In Marokko bei Fés kam er nicht zurecht und kehrte daher im Februar bereits nach Senegal zurück. Dort unterschrieb er mit den Compagnie Sucrière Sénégalaise Richard-Toll, bevor er ein halbes Jahr später zum Association Sportive et Culturelle de Douanes zurückkehrte. Nachdem er bei Douanes bis zum Nationalspieler gereift war, unterschrieb er am 14. Februar 2013 mit dem gabunischen Championnat National Professionnel Divisionär FC Sapins. Nach vier Monaten in Gabun beim FC Sapins kehrte er abermals zum AS Douanes Dakar zurück.

### Nationalmannschaft
Im Frühjahr 2009 nahm N’Diaye als Mannschaftskapitän am 1. CHAN (für Spieler, die nur bei afrikanischen Vereinen unter Vertrag stehen) teil. Im November 2009 spielte er zudem am Tournoi de l’UEMOA 2009 für Senegal in Cotonou und repräsentierte sein Heimatland wiederum als Mannschaftskapitän.
Er spielte für die lokale Auswahl von Senegal (Senegal B) in 40 Länderspielen und erzielte drei Tore.
Sein einziges FIFA-A-Länderspiel für Senegal bestritt er in einem Freundschaftsspiel am 10. Mai 2010 gegen die mexikanische Fußballnationalmannschaft.